# أكشاي فينكاتيش
أكشاي فينكاتيش (ولد في 21 تشرين الثاني/نوفمبر 1981) هو عالم رياضيات أسترالي. تشمل اهتماماته البحثية مجال العد ومشاكل المتتاليات متساوية التوزيع في الأشكال المتماثلة ذاتياً ونظرية الأعداد وبخاصة نظرية التمثيل والمساحات المتماثلة محلياً ونظرية إرجوديك. وهو الأسترالي الوحيد الذي فاز بميداليات في كل من أولمبياد الفيزياء الدولي والأولمبياد الدولي للرياضيات وهو في سن الثانية عشر.
في عام 2018 حصل على ميدالية فيلدز لإنتاجه في نظرية الأعداد التحليلية والديناميكيات المتجانسة والطوبولوجيا ونظرية التمثيل.